# Giấy phép BSD
Giấy phép BSD là một gia đình của giấy phép phần mềm miễn phí cho phép, áp đặt các hạn chế tối thiểu về việc sử dụng và phân phối các phần mềm được bảo vệ. Điều này trái ngược với giấy phép copyleft, có các yêu cầu giống nhau. Giấy phép BSD ban đầu được sử dụng cho tên gọi của nó, Berkeley Software Distribution (BSD), một hệ điều hành tương tự Unix. Phiên bản gốc đã được sửa đổi và con cháu của nó được gọi là giấy phép BSD sửa đổi.
BSD vừa là giấy phép và vừa là một nhóm giấy phép (thường được gọi là BSD). Giấy phép BSD sửa đổi (sử dụng rộng rãi hiện nay) rất giống với giấy phép ban đầu được sử dụng cho phiên bản BSD của Unix. Giấy phép BSD là một giấy phép đơn giản chỉ yêu cầu tất cả các mã được cấp phép theo giấy phép BSD nếu được phân phối lại ở định dạng mã nguồn. BSD (không giống như một số giấy phép khác) không yêu cầu mã nguồn đó phải được phân phối.

## Biến thể phái sinh
Ngoài giấy phép ban đầu (4 điều khoản) được sử dụng cho BSD, một số giấy phép phái sinh đã nổi lên cũng thường được gọi là "giấy phép BSD". Ngày nay, giấy phép BSD điển hình là phiên bản 3 điều khoản, được sửa đổi từ phiên bản 4 điều khoản ban đầu.
Trong tất cả các giấy phép BSD Bên dưới, <organization> là tổ chức của <copyright holder> hoặc chỉ là <copyright holder>, và <year> là năm của bản quyền. Như được xuất bản trong BSD, <copyright holder> là "Regents of the University of California", và <organization> là "University of California, Berkeley".

### Tiền giấy phép
Một số bản phát hành BSD trước khi thông qua giấy phép BSD 4 điều khoản đã sử dụng giấy phép rõ ràng là tổ tiên của giấy phép BSD 4 điều khoản.Các bản phát hành này bao gồm 4.3BSD-Tahoe (1988) và Net / 1 (1989). Mặc dù phần lớn được thay thế bằng giấy phép 4 điều khoản, giấy phép này có thể được tìm thấy trong 4.3BSD-Reno, Net / 2 và 4.4BSD-Alpha.
```
Copyright (c) <year> <copyright holder>.
All rights reserved.

Redistribution and use in source and binary forms are permitted
provided that the above copyright notice and this paragraph are
duplicated in all such forms and that any documentation,
advertising materials, and other materials related to such
distribution and use acknowledge that the software was developed
by the <organization>. The name of the
<organization> may not be used to endorse or promote products derived
from this software without specific prior written permission.
THIS SOFTWARE IS PROVIDED ``AS IS
''
 AND WITHOUT ANY EXPRESS OR
IMPLIED WARRANTIES, INCLUDING, WITHOUT LIMITATION, THE IMPLIED
WARRANTIES OF MERCHANTABILITY AND FITNESS FOR A PARTICULAR PURPOSE.
```

### Giấy phép BSD 4-điều khoản ("Giấy phép BSD" gốc)
Giấy phép BSD gốc chứa một điều khoản không được tìm thấy trong các giấy phép sau này, được gọi là "điều khoản quảng cáo" (advertising clause). Điều khoản này đã gây tranh cãi, vì nó yêu cầu tác giả của tất cả các tác phẩm xuất phát từ một tác phẩm được cấp phép BSD bao gồm một sự thừa nhận nguồn gốc trong tất cả các tài liệu quảng cáo. Đây là khoản 3 trong văn bản giấy phép gốc:
```
Copyright (c) <year>, <copyright holder>
All rights reserved.

Redistribution and use in source and binary forms, with or without
modification, are permitted provided that the following conditions are met:
1. Redistributions of source code must retain the above copyright
   notice, this list of conditions and the following disclaimer.
2. Redistributions in binary form must reproduce the above copyright
   notice, this list of conditions and the following disclaimer in the
   documentation and/or other materials provided with the distribution.
3. All advertising materials mentioning features or use of this software
   must display the following acknowledgement:
   This product includes software developed by the <organization>.
4. Neither the name of the <organization> nor the
   names of its contributors may be used to endorse or promote products
   derived from this software without specific prior written permission.

THIS SOFTWARE IS PROVIDED BY <COPYRIGHT HOLDER> ''AS IS'' AND ANY
EXPRESS OR IMPLIED WARRANTIES, INCLUDING, BUT NOT LIMITED TO, THE IMPLIED
WARRANTIES OF MERCHANTABILITY AND FITNESS FOR A PARTICULAR PURPOSE ARE
DISCLAIMED. IN NO EVENT SHALL <COPYRIGHT HOLDER> BE LIABLE FOR ANY
DIRECT, INDIRECT, INCIDENTAL, SPECIAL, EXEMPLARY, OR CONSEQUENTIAL DAMAGES
(INCLUDING, BUT NOT LIMITED TO, PROCUREMENT OF SUBSTITUTE GOODS OR SERVICES;
LOSS OF USE, DATA, OR PROFITS; OR BUSINESS INTERRUPTION) HOWEVER CAUSED AND
ON ANY THEORY OF LIABILITY, WHETHER IN CONTRACT, STRICT LIABILITY, OR TORT
(INCLUDING NEGLIGENCE OR OTHERWISE) ARISING IN ANY WAY OUT OF THE USE OF THIS
SOFTWARE, EVEN IF ADVISED OF THE POSSIBILITY OF SUCH DAMAGE.

```

Điều khoản này đã được phản đối trên cơ sở rằng mọi người đã thay đổi giấy phép để phản ánh tên hoặc tổ chức của họ dẫn đến yêu cầu quảng cáo leo thang khi các chương trình được kết hợp với nhau trong phân phối phần mềm: mỗi lần xuất hiện giấy phép với một tên khác yêu cầu xác nhận riêng. Trong tranh luận chống lại nó, Richard Stallman đã tuyên bố rằng ông đã đếm 75 công nhận như vậy trong một phiên bản năm 1997 của NetBSD. Ngoài ra, điều khoản này trình bày một vấn đề pháp lý cho những người muốn xuất bản phần mềm được cấp phép BSD dựa trên các chương trình riêng biệt sử dụng GNU GPL: điều khoản quảng cáo không tương thích với GPL, điều này không cho phép bổ sung các hạn chế; vì điều này, nhà xuất bản của GPL, Tổ chức Phần mềm Tự do, khuyến cáo các nhà phát triển không sử dụng giấy phép, mặc dù họ tuyên bố không có lý do gì để không sử dụng phần mềm đã sử dụng nó.
Today, this original license is now sometimes called "BSD-old" or "4-clause BSD".

### Giấy phép 3-điều khoản ("Giấy phép BSD 2.0", "Giấy phép Revised BSD", "Giấy phép BSD Mới", hoặc "Giấy phép BSD chỉnh sửa")
Điều khoản quảng cáo đã bị xóa khỏi văn bản giấy phép trong BSD chính thức ngày 22 tháng 7 năm 1999 bởi William Hoskins, Giám đốc Văn phòng Cấp phép Công nghệ cho UC Berkeley. Các bản phân phối BSD khác đã loại bỏ điều khoản này, nhưng nhiều điều khoản tương tự vẫn tồn tại trong mã có nguồn gốc BSD từ các nguồn khác và mã không liên quan bằng cách sử dụng giấy phép có nguồn gốc.
Trong khi giấy phép ban đầu đôi khi được gọi là "BSD-old", phiên bản 3 điều khoản đôi khi được nhắc đến như là "BSD-new." Tên gọi khác bao gồm "BSD Mới", "revised BSD", "BSD-3", hay "3-clause BSD". Phiên bản này đã được xem là giấy phép nguồn mở bởi OSI là "Giấy phép BSD". Tổ chức Phần mềm Tự do, đề cập đến giấy phép là "Giấy phép BSD Sửa đổi", tuyên bố rằng nó tương thích với GNU GPL. FSF khuyến khích người dùng cụ thể khi đề cập đến giấy phép theo tên (nghĩa là không chỉ đơn giản gọi nó là "giấy phép BSD" hoặc "kiểu BSD") để tránh nhầm lẫn với giấy phép BSD gốc.
Phiên bản này cho phép phân phối lại không giới hạn cho bất kỳ mục đích nào miễn là thông báo bản quyền của nó và các tuyên bố từ chối trách nhiệm của giấy phép được duy trì. Giấy phép cũng chứa một điều khoản hạn chế việc sử dụng tên của người đóng góp để xác nhận một tác phẩm có nguồn gốc mà không có sự cho phép cụ thể.
```
Copyright (c) <year>, <copyright holder>
All rights reserved.

Redistribution and use in source and binary forms, with or without
modification, are permitted provided that the following conditions are met:
    * Redistributions of source code must retain the above copyright
      notice, this list of conditions and the following disclaimer.
    * Redistributions in binary form must reproduce the above copyright
      notice, this list of conditions and the following disclaimer in the
      documentation and/or other materials provided with the distribution.
    * Neither the name of the <organization> nor the
      names of its contributors may be used to endorse or promote products
      derived from this software without specific prior written permission.

THIS SOFTWARE IS PROVIDED BY THE COPYRIGHT HOLDERS AND CONTRIBUTORS "AS IS" AND
ANY EXPRESS OR IMPLIED WARRANTIES, INCLUDING, BUT NOT LIMITED TO, THE IMPLIED
WARRANTIES OF MERCHANTABILITY AND FITNESS FOR A PARTICULAR PURPOSE ARE
DISCLAIMED. IN NO EVENT SHALL <COPYRIGHT HOLDER> BE LIABLE FOR ANY
DIRECT, INDIRECT, INCIDENTAL, SPECIAL, EXEMPLARY, OR CONSEQUENTIAL DAMAGES
(INCLUDING, BUT NOT LIMITED TO, PROCUREMENT OF SUBSTITUTE GOODS OR SERVICES;
LOSS OF USE, DATA, OR PROFITS; OR BUSINESS INTERRUPTION) HOWEVER CAUSED AND
ON ANY THEORY OF LIABILITY, WHETHER IN CONTRACT, STRICT LIABILITY, OR TORT
(INCLUDING NEGLIGENCE OR OTHERWISE) ARISING IN ANY WAY OUT OF THE USE OF THIS
SOFTWARE, EVEN IF ADVISED OF THE POSSIBILITY OF SUCH DAMAGE.
```

### Giấy phép 2 điều khoản ("Giấy phép BSD đơn giản hóa" hoặc "Giấy phép FreeBSD")
Một phiên bản đơn giản hơn đã được đưa vào sử dụng, chủ yếu được biết đến với việc sử dụng nó trong FreeBSD. Nó đã được sử dụng ở đó sớm nhất là ngày 29/4/1999 và có khả năng tốt trước đó. Sự khác biệt chính giữa nó và Giấy phép BSD mới (3 điều khoản) là nó bỏ qua điều khoản không xác nhận.Nó cũng bổ sung thêm một tuyên bố từ chối trách nhiệm về quan điểm và ý kiến được thể hiện trong phần mềm. Tổ chức Phần mềm Tự do, đề cập đến giấy phép như Giấy phép FreeBSD, nói rằng nó tương thích với GNU GPL. Ngoài ra, FSF khuyến khích người dùng cụ thể khi đề cập đến giấy phép theo tên (tức là không chỉ đơn giản gọi nó là "giấy phép BSD" hoặc "kiểu BSD"), như với giấy phép BSD sửa đổi/mới, tránh nhầm lẫn với giấy phép BSD gốc.
```
Copyright (c) <year>, <copyright holder>
All rights reserved.

Redistribution and use in source and binary forms, with or without
modification, are permitted provided that the following conditions are met:

1. Redistributions of source code must retain the above copyright notice, this
   list of conditions and the following disclaimer.
2. Redistributions in binary form must reproduce the above copyright notice,
   this list of conditions and the following disclaimer in the documentation
   and/or other materials provided with the distribution.

THIS SOFTWARE IS PROVIDED BY THE COPYRIGHT HOLDERS AND CONTRIBUTORS "AS IS" AND
ANY EXPRESS OR IMPLIED WARRANTIES, INCLUDING, BUT NOT LIMITED TO, THE IMPLIED
WARRANTIES OF MERCHANTABILITY AND FITNESS FOR A PARTICULAR PURPOSE ARE
DISCLAIMED. IN NO EVENT SHALL THE COPYRIGHT OWNER OR CONTRIBUTORS BE LIABLE FOR
ANY DIRECT, INDIRECT, INCIDENTAL, SPECIAL, EXEMPLARY, OR CONSEQUENTIAL DAMAGES
(INCLUDING, BUT NOT LIMITED TO, PROCUREMENT OF SUBSTITUTE GOODS OR SERVICES;
LOSS OF USE, DATA, OR PROFITS; OR BUSINESS INTERRUPTION) HOWEVER CAUSED AND
ON ANY THEORY OF LIABILITY, WHETHER IN CONTRACT, STRICT LIABILITY, OR TORT
(INCLUDING NEGLIGENCE OR OTHERWISE) ARISING IN ANY WAY OUT OF THE USE OF THIS
SOFTWARE, EVEN IF ADVISED OF THE POSSIBILITY OF SUCH DAMAGE.

The views and conclusions contained in the software and documentation are those
of the authors and should not be interpreted as representing official policies,
either expressed or implied, of the <project name> project.

```

Các dự án khác, chẳng hạn như NetBSD, sử dụng giấy phép 2 điều khoản tương tự, nhưng không có tuyên bố từ chối bổ sung. Phiên bản này đã được xem là giấy phép nguồn mở của OSI là "Giấy phép BSD đơn giản hóa."
Giấy phép ISC có chức năng tương đương, và được xác nhận bởi dự án OpenBSD như là một mẫu giấy phép cho những đóng góp mới.

## Tương thích giấy phép

### Tương thích giấy phép thương mại
Dự án FreeBSD tranh luận về lợi thế của giấy phép BSD cho các công ty và trường hợp sử dụng thương mại do khả năng tương thích giấy phép của họ với giấy phép độc quyền và tính linh hoạt chung, nói rằng các giấy phép kiểu BSD chỉ đặt "hạn chế tối thiểu đối với hành vi trong tương lai" và không phải là "bom thời gian hợp pháp", không giống giấy phép copyleft. Giấy phép BSD cho phép sử dụng độc quyền và cho phép phần mềm được phát hành theo giấy phép được tích hợp vào các sản phẩm độc quyền.Các tác phẩm dựa trên tài liệu có thể được phát hành theo giấy phép sở hữu độc quyền như phần mềm nguồn đóng, cho phép sử dụng các tác vụ thương mại thông thường theo chúng.

### Tương thích FOSS
Giấy phép BSD 3-điều khoản giống như hầu hết các giấy phép cấp quyền, tương thích với hầu hết tất cả các giấy phép FOSS (và cũng như các giấy phép sở hữu độc quyền).
Hai biến thể của giấy phép, giấy phép BSD Mới/Sửa đổi (3-oản), và Giấy phép BSD đơn giản hóa/Giấy phép FreeBSD (2-điều khoản) đã được xác minh là giấy phép phần mềm tự do tương thích với GPL của Free Software Foundation, và đã được xem là giấy phép nguồn mở bởi Open Source Initiative. Bản gốc, giấy phép BSD 4-điều khoản đã không được chấp nhận là giấy phép nguồn mở và, mặc dù bản gốc được FSF coi là giấy phép phần mềm tự do, FSF không coi nó là tương thích với GPL do điều khoản quảng cáo.

## Tiếp nhận và sử dụng
Trong những năm qua, tôi đã bị thuyết phục rằng giấy phép BSD rất tuyệt vời cho mã mà bạn không quan tâm. Tôi sẽ tự mình sử dụng nó.
Gia đình giấy phép BSD là một trong những gia đình giấy phép lâu đời nhất và được sử dụng rộng rãi trong hệ sinh thái FOSS Ngoài ra, nhiều giấy phép mới được bắt nguồn hoặc lấy cảm hứng từ giấy phép BSD. Nhiều dự án phần mềm FOSS sử dụng giấy phép BSD, ví dụ như họ BSD OS (FreeBSD...), Bionic của  Google hay Toybox. Tính đến  năm 2015 Giấy phép BSD 3-điều khoản phổ biến thứ 5 theo Black Duck Software và thứ 6 theo dữ liệu của GitHub.